# Andes noctua
Andes noctua är en insektsart som beskrevs av Ronald Gordon Fennah 1956. Andes noctua ingår i släktet Andes och familjen kilstritar. Inga underarter finns listade i Catalogue of Life.